# Jugovićevo (Novi Sad)
Jugovićevo (srbsky Југовићево) je název pro místní část (srbsky месна заједница) srbského města Novi Sad, hlavního města autonomní oblasti Vojvodina. Je jednou ze 47 takových na území Nového Sadu.
V blízkosti se nacházejí také místní části Bistrica a Detelinara. Ze severu Jugovićevo ohraničuje velký hřbitov, z východu třída Bulevar Evrope, z jihu třída Bulevar Vojvode Stepe a ze západu hranice užšího Nového Sadu.
Jugovićevo má svůj název podle vojenského letiště, které se zde nacházelo již od roku 1913. Při něm vznikla ještě během první světové války také kasárna, později pojmenovaná podle pohoří Majevica v Bosně a Hercegovině. Vzhledem ke své strategické lokalitě byla oblast bombardována při zahájení tzv. Dubnové války a obsazení města.
Přítomnost armády a zemědělsky těžce využívaná plocha[zdroj?] vedly k tomu, že v uvedené lokalitě nebyla realizována ani v době existence socialistické Jugoslávie žádná větší výstavba. Okolní sídliště v lokalitě Avijatičarsko naselje (Sídliště pilotů) a Bistrica vznikly do roku 1990. Teprve až po roce 2000 začaly vznikat menší komerční objekty při okraji oblasti a v dalších dekádách 21. století se potom značná část oblasti stala rozvojovou zónou, kde byly postaveny nové byty. V roce 2019 zde byl položen základní kámen pro státní byty určené pro pracovníky policie a dalších služeb. Byty byly dokončeny roku 2022. Plánována je výstavba i dvacetipatrových bytových domů.